# Опус вермикулатум
Опус вермикулатум (лат. opus vermiculatum) једна је од техничких форми за израду мозаика у Античком Риму. Ова форма коју су свестрано прихватили Римљани, води порекло из Египта а заснива се на изради делова мозаика од веома ситних комадића камења, теракоте и слично. Техника која се примењивала од 3. века п. н. е. до 2. века нове ере у изради мозаика користила је мале детаљне плоче (емблемата) израђене у форми вермикулатума, које су коришћене као централни део у већини подних мозаика и тротоара. Њихова примена, било да су рађене од или у камену или теракоти, омогућавала њихову израду у радионицама, одакле су транспорт на тацнама и уграшиване (уметанеу мозаик) на другим локацијама. Ова техника омогућила је да се створи уметнички мозаик - слика, илустрација, мозаик, која је истовремено прерасла у монументалну и декоративну уметност древног Рима.

## Историјат и општа разматрања
Мозаик, као грађевинска и ликовна форма, у периоду Римског царства постао је симбол римске уметности, иако рођен у грчким градовима-државама. У Римском царству он је еволуирао из хеленистичке традиције пропорионалних геометријских и визуелних уметничких и архитектонских форми, с једне стране, и империјалних амбиција, које су диктирале помпезност и екстраваганцију као одраз глобалне природе римских политике и важности римске аристократије. У таквим условима власници луксузних приватних вила и палата и јавних објекта тражили су занимљив, али практичан декор, комбинујући сјај и доступност материјала.
Широка употреба мозаика у древним временима (нажалост изгубљена у каснијим периодима), била је повезана са тежњом за компаративно јефтинијим полагањем мозаичких панела у одређеном историјском периоду. Израда плоча из каменог монолита био је дуготрајан и скуп мануелни процес, понекад повезан са непознатим исходом. Време мегалитних зграде и њихова технологија изградња значајно је узнапредовала и требало их је украсити. Како је малог камења, шљунак, теракоте и комада од трошних стена било у изобиљу, примена мозаик био је природан и све присутнији начин да се ураде подови, зидови, тротоари, фасаде.
Техника опус вермикулатум највероватније је почела да се примењује у трећем веку пре нове ере у Грчкој и Египту. Од тада до око трећег века, специјализоване радионице у источним медитеранским градовима, укључујући Пергамон, Ефесос и Александрију, израђивале су се ове упечатљиве и уметнички важне емблемате. За емблемате се у н аачелу сматрају само оне форме које су произведене директном методом, у којој се малтер прво поставља преко теракоте или камене подлоге, на који се потом тесере умећу у ову простирку од малтер, све остале форме сличне емблематама називају се: псеудо амблемата у форми опус вермикулатум. 
Употреба ове методе омогућила је да емблемата буде преносива, и произведена у радионици, а потом донета и уграђена као централни део неког већег подног мозаика. 
Средином 2. века на мозаицима емблемате су рађен у форми „ситних или сићушних црвића” по ћему су и добили назив (opus vermiculatum) - који су тако названи јер су линије цртежа опонашале кретање црва (vermiculuma). 
Временом оне су сасвим уступиле место уоквиреним средишњим фигуралним деловима у којима тесере (сада теселе) нису мање од делова који их окружују у опусу tessellatumu. Са овим формама уметник је могао врло лако да извлачи криве, силуете и све облике предмета који су захтевали већу прецизност. Теселе су рађене у низу без прекида, и следиле су изохипсе и унутрашњу контуру (граничне главне унутрашње делове) жељене фигуре за цртање, чиме се стварао ефекат сличан слици.
Како је расла потражња за подовима рађеним у техници опус вермикулатум, подни мозаици направљени том техником извођени су све до краја 1. века, да би надаље били на цени хеленистичке емблемате и неуоквирени средишњи фигурални делови, направљени такође у техници опус вермикулатум, и тако све до краја 3. века. 
Дизајни емблемата често је био у форми слика на којима су да приказиване сцене из свакодневног живота или природе. За њихову
израду уметници су користили посебну палету боја и технику прецизне израда у којој су посебну пажњу посветили детаљима у циљу
постиза ефекте светлости, сенке и перспективе.
Уметници који су се специјализовали за производњу емблемата била су два позната мозаичара из другог века Сосус Пергама, кога помиње Плиније у књизи Historia naturalis [7; pp. 145], и Диоскуридес од Самоса; чији се оригинали или копије - налазе у Помпеји.

## Псеудо амблемата у форми опус вермикулатум
Средином 2. века емблемате направљене у техници опус вермикулатум сасвим уступају место уоквиреним средишњим фигуралним деловима у којима тесере, сада теселе (коцкице) које су мање од делова који их окружују у опусу tessellatumu носе назив псудо емблемата Оне су су могле бити израђене и постављене ин ситу као праве емблемате, прво израђиване у радионици, а потом доношени у објекат и уметани у упод. 